# Slightly Mad Studios
Die Slightly Mad Studios sind ein Entwicklerstudiounternehmen mit Sitz in London. Schwerpunktmäßig sind sie im Bereich Rennspiele und Rennsimulationen tätig, verfügen mit Gamagio aber auch über eine Tochter, die sich vollständig im Markt der Casual Games, insbesondere für mobile Plattformen wie Handys, befindet.
Im November 2019 wurde bekanntgegeben, dass die Slightly Mad Studios für 30 Millionen US-Dollar von Codemasters übernommen wurden. Dieser Betrag kann sich jedoch durch eine Erfolgsklausel auf bis zu 166 Millionen Dollar erhöhen.

## Anfänge, Arbeit für den Herausgeber 10tacle Studios
Keimzelle der Slightly Mad Studios war zu Beginn der 2000er-Jahre ein Modding-Team für das Spiel F1 Challenge '99–'02, das Datensätze für das Spiel programmierte, um die FIA-GT-Meisterschaft 2002 oder Formel-1-Saisons nach 2002 spielen zu können; die Formel-1-Modifikationen bekamen dabei das Kürzel „RH“ vor das Jahr, was für den heute noch beschäftigten Fahrzeugmodellierer Ralph Hummerich steht.
Aus diesem Team wurden die SimBin Studios gegründet, die für GTR, GTR² und GT Legends verantwortlich zeichnen. In der Zwischenzeit gründete SimBin-Mitbegründer Ian Bell die Entwicklerfirma Blimey Games (Eigenschreibweise: Blimey! Games), die weiterhin für den Herausgeber 10tacle Studios arbeitete.

## Slightly Mad Studios
Nach der Insolvenz von 10tacle wurde Blimey Games in die Slightly Mad Studios umfirmiert, die auch heute noch von Ian Bell geleitet werden. Diese entwickelten für Electronic Arts die Need-for-Speed-Titel Shift und Shift 2: Unleashed, von denen jeweils mehrere Millionen Einheiten verkauft werden konnten. Dieser Erfolg schlug sich in der Aufnahme in die Liste „Develop 100“ des Jahres 2010 nieder, in der die Slightly Mad Studios, gemessen an den Verkäufen, als siebzehnt-erfolgreichster Spieleentwickler der Welt geführt wurden. Weiterhin wurde, nachdem noch zu 10tacle-Zeiten eine Kooperation mit Ferrari beschlossen wurde, 2012 unter dem Publisher Atari SA der Titel „Test Drive Ferrari Racing Legends“ fertiggestellt und auf den Markt gebracht.

## World of Mass Development
2011 veröffentlichten die Slightly Mad Studios das Onlineportal World of Mass Development (kurz WMD). Dieses ermöglicht es potenziell interessierten Spieleentwicklerteams, das Spiel ohne die Hilfe von Herausgebern, die im Normalfall die benötigten finanziellen Mittel bereitstellen und auch aufgrund dessen zumeist die Entwicklung des Spiels von außen steuern, herzustellen und somit weitestgehend die künstlerische Freiheit zu behalten. Dies passiert auf der Basis einer Mischung aus Crowdsourcing, Crowdtesting und Crowdfunding: schon früh interessierte Spieler können nach einer kostenpflichtigen Registrierung, die mit steigender bezahlter Geldsumme größere Rechte einräumt, mit den Entwicklern des geplanten Spiels in einem Forum diskutieren, Änderungen oder Neuerungen anregen und nach Möglichkeit frühe Versionen des Spiels testen. Es bestehen somit gewisse Ähnlichkeiten zum Crowdfunding-Portal Kickstarter.com, nur dass WMD auf die Herstellung von Software spezialisiert ist und in diesem Bereich erweiterte Möglichkeiten bietet. Der entscheidende Faktor war jedoch der finanzielle Aspekt, wie Ian Bell in einem Internetforum offenlegte:

“I'd love to do a rally game actually. The problem is getting someone to pay for it. We, like most developers, work hand to mouth at the mercy of publishers when it comes to the money side. We've pitched rally concepts before to publishers and even offered to go half on the funding but still no interest.”

„Ich würde tatsächlich sehr gern ein Rallye-Spiel machen. Das Problem ist jemanden dazu zu bringen, es zu bezahlen. Wir, wie die meisten Entwickler, leben finanziell betrachtet von der Gnade der Herausgeber abhängig von der Hand in den Mund. Wir haben Herausgebern bereits früher Rallye-Konzepte schmackhaft gemacht und sogar angeboten, zur Hälfte zu finanzieren, aber es gab kein Interesse.“

### Project Cars
Der Pilottitel des Portals ist die von den Slightly Mad Studios selbst entwickelte Rennsimulation „Project CARS“, die im November 2014 erscheinen sollte, jedoch erst am 7. Mai 2015 erhältlich war. Seit dem Start des Projekts im Oktober 2011 konnten über das Crowdfunding über 2,25 Millionen Euro zur Finanzierung des Titels eingesammelt werden, sodass das Ziel von etwa 3,75 Millionen Euro Entwicklungsbudget erreicht werden konnte. Innerhalb des ersten Monats verkaufte der Titel sich laut Entwicklerangaben über eine Million Mal und errang, unter anderem als „Rennspiel des Jahres“, Auszeichnungen in mehreren Printmedien und Onlinemagazinen.

### Folgeprojekte
Der zweite Titel der Plattform, ebenfalls von den Slightly Mad Studios entwickelt, sollte ein Motorrad-Rennspiel mit dem Arbeitstitel „Biker Bash“ werden. Nach einiger Zeit stoppte die Entwicklung jedoch. Weiterhin wurde die Arbeit am Titel „World of Speed“ aufgenommen, welcher als Free-to-Play-Titel auf der Onlineplattform My.com erscheinen soll. Weiterhin begann die Arbeit am Nachfolger von Project CARS, Project CARS 2, welcher schließlich 2017 erschien. Im Jahr 2020 erschien mit Project CARS 3 ein weiterer Nachfolger.